# Altenhagen (Hagenburg)
Altenhagen è una frazione (Ortsteil) del comune di Hagenburg, nel land della Bassa Sassonia, in Germania.

## Storia
Già comune autonomo nel circondario di Schaumburg-Lippe, fu soppresso e incorporato a Hespe il 1º luglio 1970.